# Simfonia de cambra núm. 4 (Weinberg)
La Simfonia de cambra núm. 4 per a orquestra de corda, op. 153, fou composta per Mieczysław Weinberg a Moscou en molt poc espai de temps, entre el 30 d'abril i el 12 de maig de 1992. Composta per a orquestra de corda, clarinet i un triangle, està dedicada al compositor Borís Txaikovski i és l'última partitura completada pel compositor.
Composta en un sol moviment la podem dividir en quatre parts que s'interpreten sense interrupció:
- Lento
- Aallegro molto, moderato
- Adagio, meno mosso
- Andantino, adagissimo

L'autor va fer la peça quatre anys abans de morir d'una dura malaltia, i la descrivia com un resum de la seva vida. Es considerava menystingut tot i haver sobreviscut tant a l'antisemitisme com a la mort d'amics seus com Xostakóvitx i a la generació excepcional de finals del segle XX amb Guia Kantxeli o Sofia Gubaidúlina.